# Domaine de la Léonardsau
Die Domaine de la Leonardsau ist ein historisches Monument zwischen den Gemeinden Bœrsch und Obernai (Elsass). Der Ortsteil wird Saint-Léonard genannt. Das Anwesen steht auf der Denkmalschutzliste (Patrimoine architectural (Mérimée)).

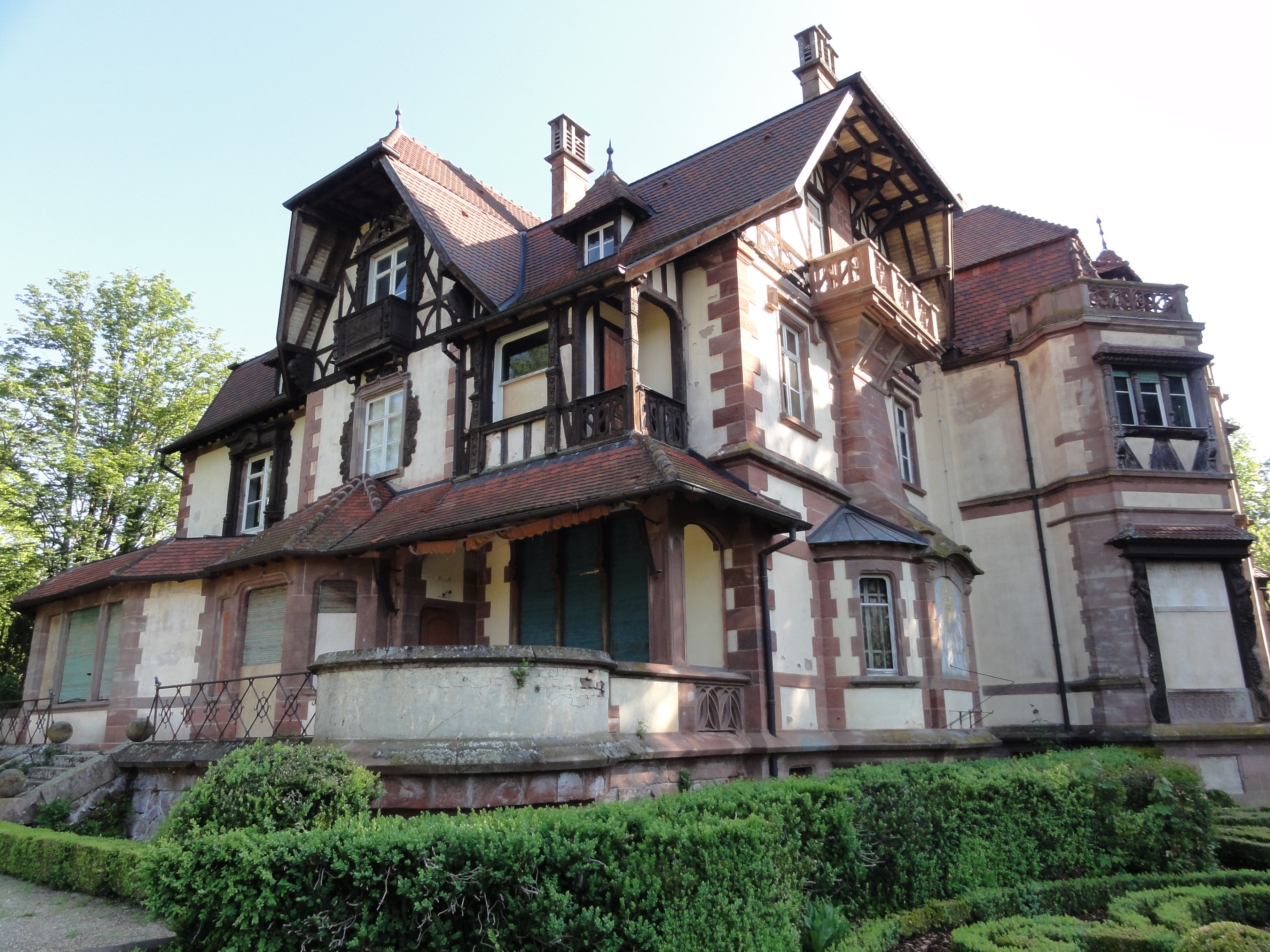
Domaine de Léonardsau

## Geschichte
Die Wiesen, auf denen später die Domaine de la Léonardsau entstehen sollten, gehörten bis zur Französischen Revolution zum Kloster Saint Léonard. Zu Beginn des 19. Jahrhunderts gab es dort eine Wäscherei, die die Wiesen zum Bleichen der Wäsche nutzte. François-Joseph Bisch (1756–1831) kaufte das Gelände zusammen mit seinem Sohn Xavier André, die beide in der Blankwaffenmanufaktur in Klingenthal arbeiteten. 1869 wurde die Wäscherei geschlossen und das Gelände an die Firma Société Couleaux et Cie verkauft, eine Nachfolgerin der Waffenfabrik von Klingenthal. 1896 verkaufte die Firma den Besitz an den Baron Albert Louis Eugène de Dietrich (1861–1956). Dieser baute in den Jahren 1896 bis 1950 die Domaine de la Léonardsau als Herrenhaus in ihrer heutigen Form. Er selbst wohnte nicht permanent in diesem Gut, da er noch zwei herrschaftliche Häuser in Straßburg und Paris und eine Villa an der Côte d’Azur besaß. De Dietrich war mit den Künstlern des nahegelegenen Cercle de Saint-Léonard befreundet. 1950 zog er sich an die Côte d’Azur zurück und verkaufte die Léonardsau an den französischen General Gruss, den früheren Kommandanten von Straßburg. Im Jahr 1970 kaufte die Gemeinde Obernai das Anwesen, seitdem ist der Park der Öffentlichkeit zugänglich.
Ende 2022 veröffentlichte die Gemeinde Obernai einen Plan, die Domaine grundlegend zu renovieren und zu modernisieren und einen Teil des Parks in einen Parkplatz umzuwandeln.

## Architektur
Der erste Abschnitt wurde vom Pariser Architekten Louis Feine (1868–1949) entworfen, der ein Anhänger von Viollet-le-Duc war. Die späteren Bauabschnitte wurden von anderen Architekten geleitet, was das uneinheitliche endgültige Erscheinungsbild erklärt.
Die zentrale Villa wurde 1899/1900 erbaut, der Westflügel 1909/1910 und der Speisesaal 1921. Das Ensemble ist im Stil der Neorenaissance erbaut, mit Anleihen an den elsässer Landhausstil: Große, tiefgezogene Dächer, viel Holz und Naturstein. Einer der Salons wurde von Charles Spindler 1902 im Jugendstil dekoriert. Das Gebäude wird oft als Chateau (Schloss) bezeichnet, der Erbauer sprach aber immer von einer Domaine (Herrenhaus).
Der Park von neun Hektar wurde vom französischen Landschaftsarchitekten Édouard André (1840–1911) und später vom belgischen Landschaftsarchitekten Jules Buyssens (1872–1958) angelegt. Er besteht aus einem englischen und einem französischen Teil und kleineren Gartenräumen im japanischen und italienischen Stil.